# 瓦雷赛
瓦雷赛是巴西里约热内卢州的一个市镇。总面积188.77平方公里，总人口8391人，人口密度44.5人/平方公里。